# Косимидзу, Ами
Ами Косимидзу (яп. 小清水 亜美 Косимидзу Ами, род. 15 февраля 1986 года, Кокубундзи, Токио, Япония) — японская сэйю и J-pop-певица. Лауреат премии Seiyu Awards в категории «Лучшая женская роль второго плана» (2007).

## Биография
Ами Косимидзу родилась 15 февраля 1986 года в Кокубундзи, префектура Токио. В возрасте 12 лет была зачислена в театральную труппу «Вакакуса». Ко второму году учёбы в средней школе её рост составлял более 160 сантиметров и она была расстроена тем фактом, что больше не могла получать детские роли. Захотела стать сэйю под влиянием Маюми Иидзуки, её старшей коллеге по труппе. В 2003 году Косимидзу успешно прошла пробы и дебютировала в качестве сэйю с главной роли Нади Эпплфилд в аниме-сериале Ashita no Nadja. Продолжила карьеру с ролями Тэммы Цукамото в School Rumble (2004—2006), Анемоны в Eureka Seven  (2005—2006) и Мики Сакурадзуки в Onegai My Melody (2005—2007).
В 2006 году озвучила Каллен Стадтфилд в аниме-сериале Code Geass (2006—2008). За эту роль Косимидзу была награждена как лучшая актриса второго плана на первой церемонии Seiyu Awards в 2007 году. С 2008 по 2009 год озвучивала мудрую волчицу Холо в аниме-сериале «Волчица и пряности». В 2024 году вернулась к этой роли в ремейке аниме-сериала, получившем подзаголовок «Торговец встречает мудрую волчицу».
Среди озвученных Косимидзу главных героинь аниме: Юми Хосино в KimiKiss: Pure Rouge (2007), Нанака Яцусиро в Myself ; Yourself (2007), Такуто Хасэгава в Macademi Wasshoi! (2008), Шарлотта И. Йегер в Strike Witches (2008—2019), Нодока Харамура в Saki (2009—2014), Химари Ноихара в Omamori Himari (2010), Ирина Татибана в Rio: Rainbow Gate! (2011), Хибики Ходзё/Кюа Мелоди в Suite PreCure (2011—2012), Рюко Матой в Kill la Kill (2013—2014), Сидзури Мугино в To Aru Kagaku no Railgun (2013, 2020), Эрша в Cross Ange (2014—2015), Макото Кино/Сейлор Юпитер в Sailor Moon Crystal (2014—2016), Микумо Гинемер в Macross Delta (2016) и Янг Сяо Лонг в японском дубляже веб-сериала RWBY и в аниме-сериале RWBY: Ice Queendom (2022).
30 сентября 2011 года Косимидзу покинула агентство Production Baobab, в котором проработала четыре года, и 1 октября подписала контракт с агентством Axl-One. 28 февраля 2018 года покинула Axl-One и стала работать фрилансером. 7 января 2022 года Косимидзу объявила о том, что будет работать в собственном агентстве Office Restart.
В июле 2014 года посетила в качестве особой гостьи американский аниме-фестиваль Anime Expo для продвижения аниме-сериала Kill la Kill.

## Фильмография

### Аниме

#### Телесериалы
2003
- Ashita no Nadja — Надя Эпплфилд
- Gunslinger Girl — Клаэс

2004
- Daphne in the Brilliant Blue — Юкари Ханаока
- Futakoi — Сумирэко Итидзё
- Futari wa Pretty Cure — Нацуко Косино
- School Rumble — Тэмма Цукамото
- Sweet Valerian — Каноко

2005
- Blood+ — Мао Дзяхана
- Eureka 7 — Анэмонэ
- Futakoi Alternative — Сумирэко Итидзё
- IGPX — Юри Дзинно
- Loveless — Ай
- Mai-Otome — Нина Ван
- Onegai My Melody — Мики Сакурадзука

2006
- Code Geass: Lelouch of the Rebellion — Каллен Стадтфилд/Карэн Кодзуки
- Kamisama Kazoku — Тэнко
- Kujibiki Unbalance — Рицуко Кюбель Кеттенкрад
- Lemon Angel Project — Сая Юки
- Muteki Kanban Musume — Мэгуми Канадзуми
- School Rumble — Тэмма Цукамото
- Simoun — Парайэтта

2007
- Idolmaster: Xenoglossia — Яёй Такацуки
- Myself ; Yourself — Нанака Яцусиро
- Kimikiss Pure Rouge — Юми Хосино
- Onegai My Melody Sukkiri — Мики Сакурадзука
- Sola — Саэ Сакура

2008
- Code Geass: Lelouch of the Rebellion 2 — Каллен Стадтфилд/Карэн Кодзуки
- H2O: Footprints in the Sand — Такума Хиросэ
- Magician's Academy — Такуто Хасэгава
- Monochrome Factor — Маю Асамура
- Strike Witches — Шарлотта И. Йегер
- «Волчица и пряности» — Холо

2009
- Ladies versus Butlers! — Санаэ Сикикагами
- Saki — Нодока Харамура
- Sora o kakeru shoujo — Минтао
- Umineko no Naku Koro ni — Роза Усиромия
- «Волчица и пряности 2» — Холо

2011
- Suite Precure! − Ходзё Хибики/Кюа Мелоди

2012
- Jormungand — Шоколад
- Saki: Achiga Hen - Episode of Side-A — Нодока Харамура

2013
- Maoyuu Maou Yuusha — Королева Демонов
- Kill la Kill — Рюко Матой

2014
- Sailor Moon Crystal − Макото Кино/Сейлор Юпитер
- Cross Ange: Tenshi to Ryuu no Rondo − Эрша
- Saki: Zenkoku Hen — Нодока Харамура

2015
- Sakurako-san no Ashimoto ni wa Shitai ga Umatteiru — Сакурако Кудзё

2018
- Darling in the Franxx — Наоми

2019
- «Код Гиас: Лелуш воскресший» — Каллен Стадтфилд/Карэн Кодзуки

2022
- Reincarnated as a Sword ― Аманда

#### OVA
- Denpateki na Kanojo — Итико Аясэ
- School Rumble OVA Ichigakki Hoshu — Тэмма Цукамото

### Игры
- Tales of Legendia (2005) — Фенимор Зелхес
- Persona 4 (2008) — Юкико Амаги
- Danganronpa 2: Goodbye Despair (2012) — Ибуки Миода
- Tales of Zestiria (2015) — Эн Фил
- Girls’ Frontline[англ.] (2016) — G36, MG5
- Tales of Berseria (2016) — Элеанора Хьюм
- Azur Lane (2017) — Фусо, Ямасиро
- Arknights[англ.] (2019) — Зима/ProJekt Red
- Genshin Impact (2020) — Бэй Доу
- Girls’ Frontline: Neural Cloud[англ.] (2022) — Centaureissi
- Atomic Heart (2023) — Лариса Филатова
- Girls’ Frontline 2: Exilium (2023) — Centaureissi
- Zenless Zone Zero (2024) — Хосими Мияби

### Дубляж
- RWBY (2013) — Янг Сяо Лонг
- «Девочки из Эквестрии» — Сансет Шиммер

## CD
2006
- Natural

## DVD
2006
- Present